# Why?

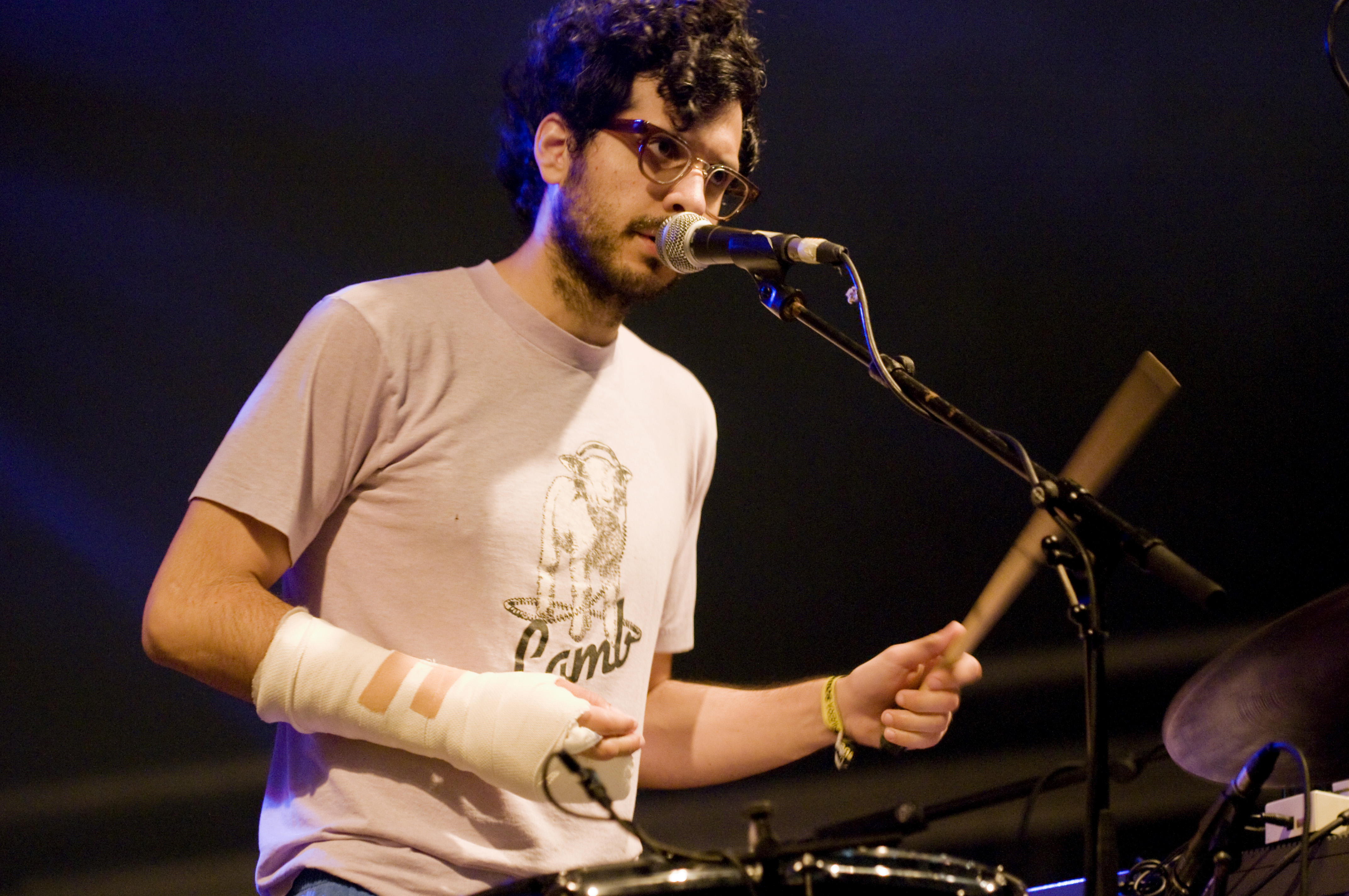
Yoni Wolf

Why? je americká indie rocková skupina pocházející z Berkeley ve státě Kalifornie. Jejich skladby jsou směsicí rocku, hip hopu a folku. V současnosti skupinu tvoří pět členů: Jonathan “Yoni” Wolf, Josiah Wolf, Doug McDiarmid, Andrew Broder a Mark Erickson. Why? spadá pod nezávislý Label Anticon.

## Historie
Počátky kapely sahají až do roku 1997, kdy Jonath an Wolf, který již od dětství experimentoval s muzikou, založil skupinu Apogee společně s rapperem Doseone (Adam Drucker), starším bratrem Josiah Wolfem a Mr.Dibbsem. Mnohaletá spolupráce Jonathana a Doseonea stojí za projekty jako Greenthink nebo cLOUDDEAD (společně s Odd Nosdam).
V roce 2003 vyšlo první album Oaklandazulasylum v té době stále ještě sólového projektu Why? Jonathana Wolfa. Zlomový je rok 2005, kdy se ke skupině přidávají Josiah Wolf, Doug McDiarmid a Matt Meldon a společně vydávají album Elephant Eyelash. Matt Meldon ale o rok později skupinu opouští. Nynějšího složení kapela nabyla roku 2008, kdy se na albu Alopecia objevili Andrew Broder, tvořící s Jonathanem Wolfem duo Hymie's Basement, a Mark Erickson.
Poslední album s názvem Eskimo Snow vyšlo v roce 2009.

## Diskografie

### LP
- Oaklandazulasylum (Anticon, 2003)
- Elephant Eyelash (Anticon, 2005)
- Alopecia (Anticon/Tomlab, 2008)
- Eskimo Snow (Anticon, 2009)

### EP
- Part Time People Cage…Or Part Time Key? (self-released, 1999)
- Miss Ohio's Nameless (Anticon, 2001)
- Early Whitney (Anticon, 2003)
- Sanddollars (Anticon, 2005)
- Rubber Traits EP (Anticon, 2006)
- Alopecia: The Demos!! (self-released, 2008)
- Eskimo Snow Demos (2010)

### Singly
- "Whispers into the Other" promo singl (Anticon, 2005)
- "Dumb Hummer" 7" Singl (Anticon, 2006)
- "The Hollows" 12" Singl (Anticon/Tomlab, 2007)
- "A Sky for Shoeing Horses Under" promo singl (Anticon/Tomlab, 2008)
- "Fatalist Palmistry" promo singl (Anticon/Tomlab, 2008)